# Burg Hohnack
Burg Hohnack (auch veraltend Hohenack; französisch Château du Hohnack) ist die Ruine einer Höhenburg in den Vogesen unweit der französischen Stadt Colmar im Elsass.

## Geographische Lage
Die Burgruine befindet sich bei der Ortschaft Labaroche auf dem 927 m hohen Gipfel des Kleinen Hohnack, einem Berg etwa sechs Kilometer westlich der Ortschaft Turckheim und zwölf Kilometer westlich von Colmar. Nach der Burg Freundstein ist sie die zweithöchstgelegene Burg in den Vogesen.

## Geschichte
In einer späteren Chronik wird der Hohnack für das Jahr 1079 als Besitz der Grafen von Egisheim erwähnt, doch gilt diese Angabe als zweifelhaft. Eine Familie von Hohnack erscheint in der Mitte des 12. Jahrhunderts; sie hielt die Burg als Lehen der Grafen von Pfirt. Diese trugen die Burg ab 1251 dem Straßburger Bischof zu Lehen auf. Bald darauf entstanden Besitzstreitigkeiten mit den Rappoltsteinern, die die Burg später als Mitgift an die von Saarwerden (1361) und – zusammen mit der 10 km entfernten Gutenburg – an Johann I. von Lupfen-Stühlingen abtraten; 1438 fiel die Burg an die Rappoltsteiner zurück, die sie in der Folge ausbauten. Im Dreißigjährigen Krieg wurde Hohnack 1635 an die Franzosen übergeben und durch den Gouverneur von Colmar zerstört. Im Westfälischen Frieden zurückgegeben, ließ Ludwig XIV. die Burg ab November 1655 endgültig schleifen. Während der Französischen Revolution wurde Hohnack als Nationaleigentum verkauft. Die Ruine wurde 1886 von der Familie Golbéry der Gesellschaft zur Erhaltung historischer Denkmäler des Elsass geschenkt. Schließlich ging sie in den Besitz der Gemeinde Labaroche über.

## Anlage
Auf die Gründungsanlage des 12. Jahrhunderts gehen der 8 m hohe Stumpf des quadratischen, frei im Hof stehenden Bergfrieds und Teile der ursprünglich ovalen Ringmauer zurück. Ab Ende des 15. Jahrhunderts wurde die Burg im Zuge des Aufkommens von Feuerwaffen modernisiert. Der nunmehr achteckigen Ringmauer wurden flankierend zwei viereckige Bastionen (Hexenturm, Mühlenturm), ein runder Batterieturm (Kapellenturm) sowie ein Torturm mit Barbakane hinzugefügt. Der Wohnbau lehnte sich innen an die Ostseite der Ringmauer an. Ein Brunnen und eine Zisterne stellten die Wasserversorgung der Burgbesatzung sicher. Charakteristisch für die Architektur der Bauteile sowohl des 12. als auch des 15. Jahrhunderts ist die Verwendung von Buckelquadern.

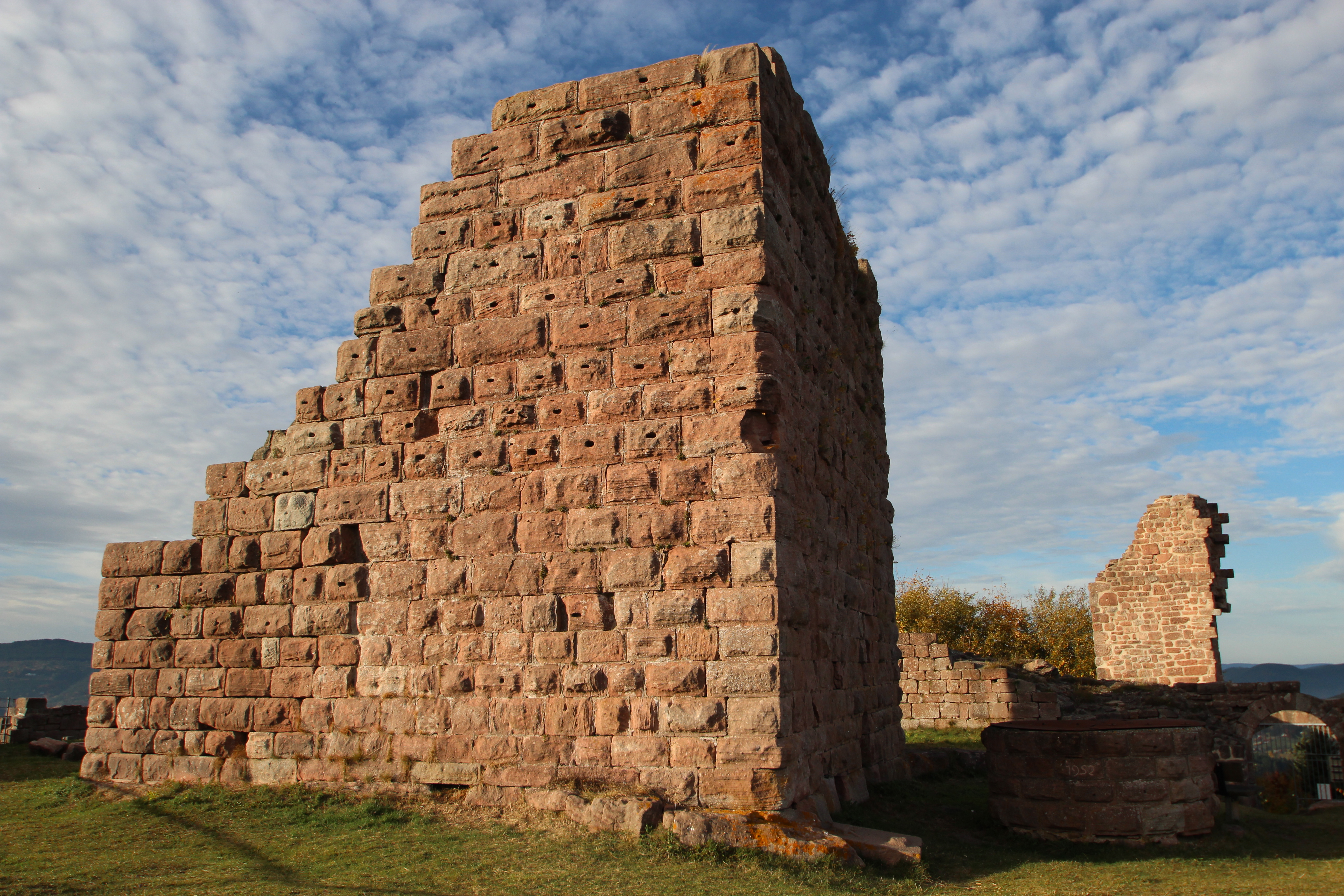
Bergfriedstumpf und Brunnen im Inneren der Burganlage
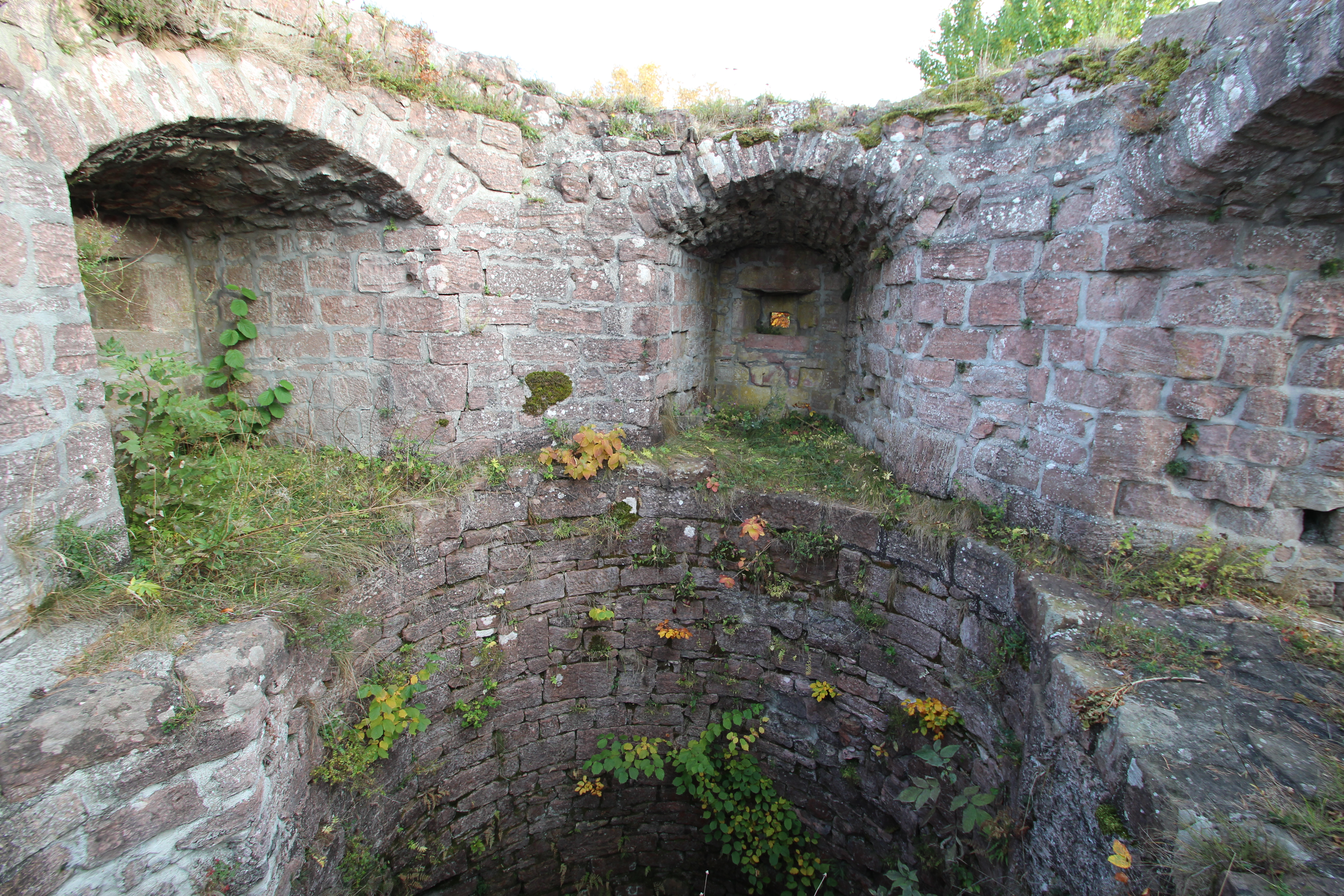
Innenansicht des Kapellenturms mit Schießscharten zur Aufnahme von Geschützen
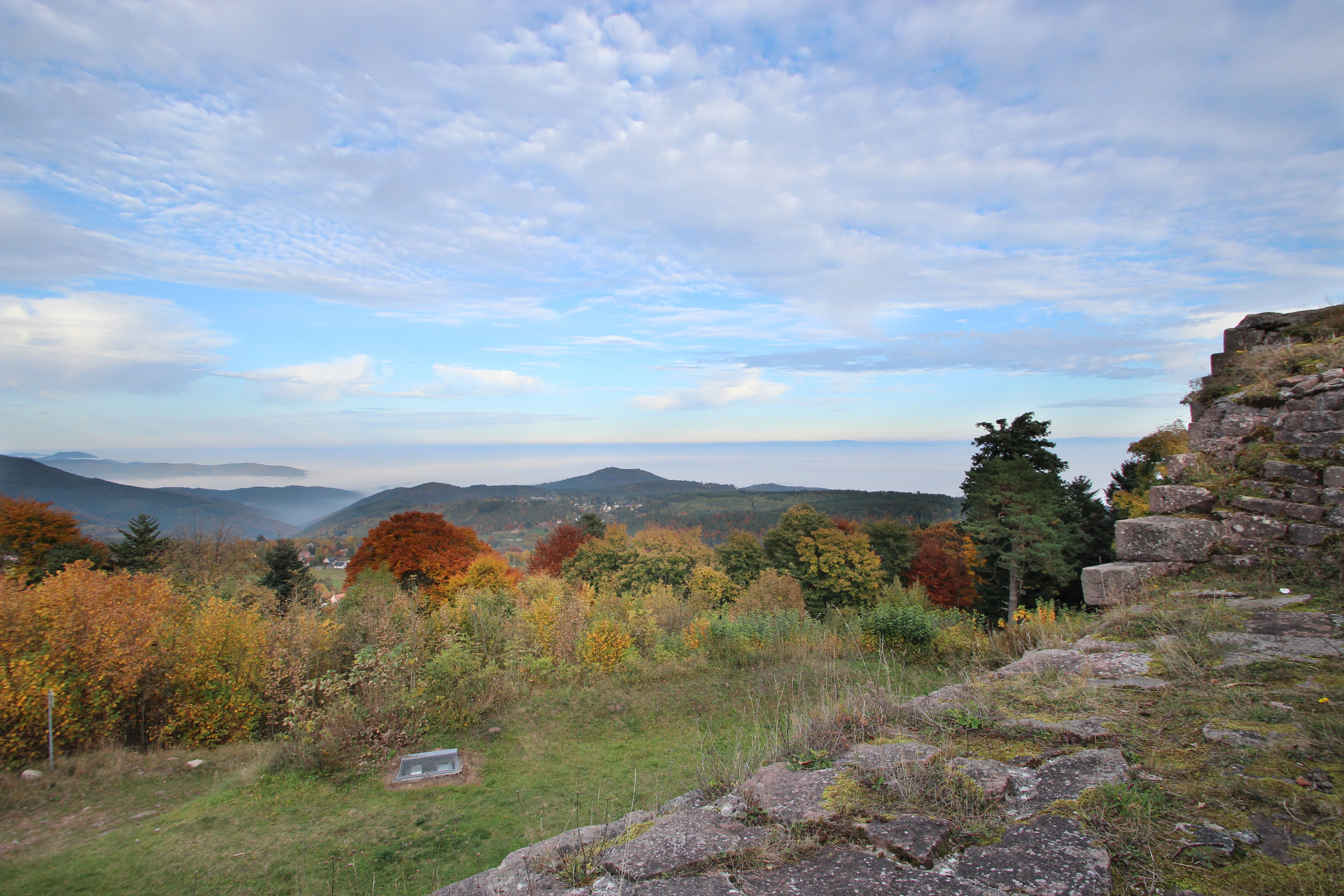
Blick von der Burg nach Osten auf die Rheinebene